# (2656) Evenkia
(2656) Evenkia (1979 HD5; 1955 DG; 1962 HB; 1982 DE1) ist ein ungefähr zehn Kilometer großer Asteroid des inneren Hauptgürtels, der am 25. April 1979 vom russischen (damals: Sowjetunion) Astronomen Nikolai Stepanowitsch Tschernych am Krim-Observatorium (Zweigstelle Nautschnyj) auf der Halbinsel Krim (IAU-Code 095) entdeckt wurde.

## Benennung
(2656) Evenkia wurde nach dem ehemaligen Autonomen Kreis der Ewenken in Russland benannt.